# Amatori Hockey Lodi 1978
Questa voce raccoglie le informazioni riguardanti l'Amatori Hockey Lodi nelle competizioni ufficiali della stagione 1978.

## Maglie e sponsor
Lo sponsor tecnico per la stagione 1978 fu Adidas.
| 1ª divisa | 1ª div. portiere |

## Organigramma societario
- Presidente: Aurelio Gasparini

## Organico

António Livramento (a sinistra) e Oliviero Dalceri (a destra) intervistati durante la premiazione della Coppa Italia 1978, primo trofeo conquistato dai giallorossi nella loro storia

### Giocatori
| N° | Naz.                  | Ruolo | Sportivo           |  |  |  |
| -- | --------------------- | ----- | ------------------ |  |  |  |
|    | Italia (bandiera)     | P     | Oliviero Dalceri   |  |  |  |
|    | Italia (bandiera)     | P     | Giancarlo Grandi   |  |  |  |
|    | Italia (bandiera)     | E     | Aldo Belli         |  |  |  |
|    | Italia (bandiera)     | E     | Angelo Beltempo    |  |  |  |
|    | Italia (bandiera)     | E     | Sergio Franchi     |  |  |  |
|    | Portogallo (bandiera) | E     | António Livramento |  |  |  |
|    | Italia (bandiera)     | E     | Marino Severgnini  |  |  |  |
|    | Italia (bandiera)     | ?     | Moroni             |  |  |  |
|    | Italia (bandiera)     | ?     | Rovida             |  |  |  |